# 파주 공효공 박중손묘 장명등
파주 공효공 박중손묘 장명등(坡州 恭孝公 朴仲孫墓 長明燈)은 대한민국 경기도 파주시 탄현면에 있는, 공효공 박중손과 정경부인의 묘 앞에 있는 2기의 장명등이다. 2001년 9월 21일 대한민국의 보물 제1323호로 지정되었다.

## 박중손
공효공(恭孝公) 박중손(朴仲孫, 1412 〜1466)은 세종〜세조년간의 문신(文臣)으로 여러 요직을 지냈으며 특히 천문(天文)을 관찰에 뛰어난 재능을 보였으며, 많은 업적을 남겼다. 정경부인(貞敬夫人) 남평 문씨는 공조정랑(工曹正郞) 문승조(文承祚)의 딸로서 공효공 박중손보다 먼저 사망하였으며 같은 언덕에 봉분이 조성되어 있다.

## 형태
2매의 부재 중 하부재는 대좌(臺座)와 화사(火舍)로 이루어져 있고, 상부재는 옥개석으로 되었는데 등부(燈趺)인 대좌는 하대·중대·상대 등 세부분으로 구분되어 구성되었고, 그 위에 화사 부분이 조식되었으며 옥개석은 옥개(屋蓋)와 연주대(蓮珠帶) 및 연봉형(蓮峯形)의 보주(寶珠)로 구성되었다.
특히, 공효공묘 앞에 있는 장명등은 전·후면은 네모낳게 화창(火窓)을 내었으나 동쪽은 둥글게, 서쪽은 반달 모양으로 화창을 두어 지(地)·일(日)·월(月)을 상징한 독특한 형태이다. 정경부인묘 앞의 장명등은 이보다 가늘고 길면서 화창을 모두 네모낳게 만들어 대조적이다. 이러한 특수한 수법과 형태의 장명등은 매우 희귀하다.

## 같이 보기
- 박중손

## 참고 자료
- 파주 공효공 박중손묘 장명등 - 국가유산청 국가유산포털